# Álaborg

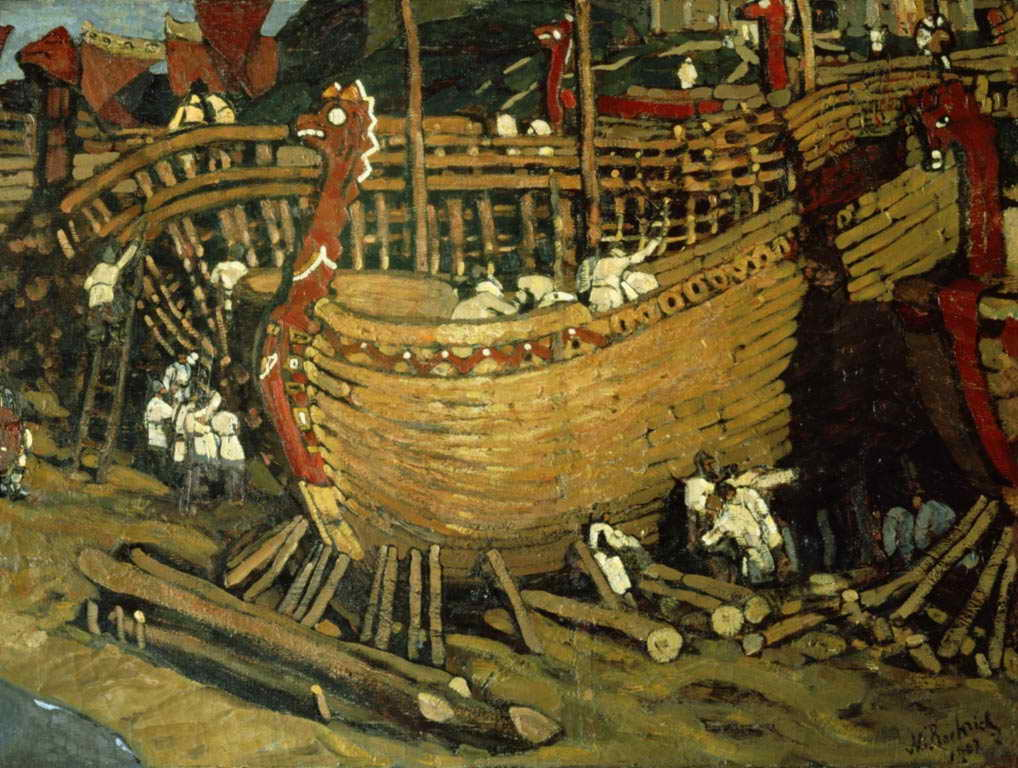
Nicholas Roerich. Drakkars construidos en la Tierra de los Eslavos (1903).

Álaborg o Áluborg es el nombre del fuerte varego mencionado en la saga sobre Halfdan Eysteinsson y sobre Hrolf Ganger. La primera saga indica que era posible navegar desde Aldeijuborg (Ládoga) a Álaborg hacia el norte por el mar, pero que había una manera más rápida yendo hacia el este por tierra. Del texto se colige que ambas ciudades eran rivales cercanas.
En 1989, Tatiana Jackson demostró que la única localización que podía corresponder con esta descripción es la así llamada Gorodishche (en ruso: Сясьское городище; literalmente, "fortaleza abandonada") en el río Sias. Era el único asentamiento considerable en el área al este de Ládoga hasta el siglo XIII o XIV. El topónimo nórdico antiguo puede derivar del río Valia que discurre por las cercanías.

## Arqueología
Nikolái Repnikov fue el primer historiador la importancia arqueológica del pueblo de Gorodishche en el Sias. Repnikov publicó sus observaciones en 1900, pero no sería hasta 1928, cuando Vladímir Ravdonikas comenzó a realizar excavaciones extensivas del lugar. Durante los años del estalinismo, los hallazgos sacados a la luz por Ravdonikas se perdieron, convirtiéndose el emplazamiento en una cantera para la construcción de una autopista. Como resultado, el núcleo del lugar fue totalmente destruido y su integridad general se deterioró.
Las excavaciones continuaron entre 1987 y 1990 a cargo de Oleg Boguslavski y Ana Machinskaya. Definieron las siguientes áreas de interés arqueológico:
- un asentamiento urbano (gorodishche) en un promontorio entre el río y una cala (actualmente casi destruida);
- asentamientos urbanos en el mismo promontorio;
- un conjunto de quince (antes veinte) grandes túmulos cónicos hacia el noroeste del promontorio;
- otros ocho túmulos en el pueblo de Gorodishche;
- veinticinco pequeños montículos, alrededor de una milla al sudeste del promontorio;
- veintinueve montículos druzhina, alrededor de una milla al noroeste del promontorio (casi todos excavados en 1929);
- una serie de carretillas a lo largo de la orilla derecha del río (se documentaron diez en la década de 1920, quedando solo dos en 1993.

## Contexto histórico
Comparado con el Vóljov, el río Sias proveía de una alternativa más rápida desde el Báltico al Volga. Su principal inconveniente eran los rápidos, que hacían impracticable el río para los drakkar vikingos. Al cruzar los rápidos, los barcos eran susceptibles de ser atacados desde tierra. Para proteger estos puntos clave, los varegos establecieron los asentamientos fortificados de Duboviki y Gorodishche en la cabecera de los rápidos superiores e inferiores del Vóljov, respectivamente. De un modo similar, Álaborg dominaba una colina de veinte metros de altura sobre los rápidos del Sias.
Boguslavsky y Machinskaya fechan el enterramiento más temprano escandinavo en Alaborg hacia el año 700. Arqueológicamente, el lugar tiene mucho en común con Stáraya Ládoga. Parece que los dos emplazamientos se desarrollaron paralelamente. Álaborg fue destruida por el fuego y abandonada antes de la década de 930, con más probabilidad antes del siglo IX. En ese período todo el resto de centros de Jaganato de Rus se enfrentaron a destrucciones, hecho que Constantine Zuckerman asocia con la revuelta de Vadim, como se registra en las crónicas eslavas orientales.